# Жамс, Эмиль Пьер Мари
Пьер Мари Эмиль Жамс (фр. Pierre Marie Émile James; 18 июля 1899, Рьом — 12 января 1992, Париж) — французский экономист. Член Академии моральных и политических наук (1966).

## Биография
В 1922 году получил докторскую степень по экономическим наукам, в 1923 году — по юридическим, закончив в том же году школу политических наук в Париже. С 1923 по 1934 год преподавал на юридическом факультете университета Тулузы, получив должность профессора там в 1926 году. С 1934 по 1938 год преподавал во французской школе права в Каире. В 1938 году стал профессором права и экономических наук на юридическом факультете в Парижском университете, занимая эту должность до 1967 года. Одновременно с 1943 по 1948 год преподавал политическую экономию в Высшей школе связи в Париже, а с 1948 по 1967 год — в Высшей коммерческой школе в Париже. В 1950 году также занимался научными исследованиями валютной экономики при Высшей практической школе.
Был членом целого ряда научных обществ, президентом Французской ассоциации экономики и Группы экономистов юридического факультета Парижского университета, входил в состав совета Парижского университета и Комитета усовершенствования Института политических занятий. Член Академии моральных и политических наук (1966), с 1974 директор её экономической секции. Был почётным доктором Салоникского университета.

## Научное творчество
Активно выступал в поддержку увеличения вмешательства государства в экономику, разделяя в этом взгляды американского экономиста Кейнса (кейнсианство), во Франции 1950-х годов называвшиеся «дирижизмом» и «реалистическим направлением», и считая такой подход единственным способом достижения экономического равновесия. Оставил ряд работ по истории современной экономической мысли, написанных с позиций кейнсианского подхода. 